# Parc national de Jōshin'etsukōgen
Le parc national de Jōshin'etsukōgen (上信越高原国立公園, Jōshin'etsu-kōgen Kokuritsu Kōen) est un parc national japonais situé dans la région centrale de Chūbu. Le parc a été créé en 1949 et couvre une surface de 1 880,72 km2.
Le parc fait également partie de la réserve de biosphère Shiga Higland, reconnue par l'Unesco depuis 1980.